# Federico Navarrete
Federico Navarrete Linares (geboren 29. Oktober 1964 in Mexiko-Stadt) ist ein mexikanischer Historiker.

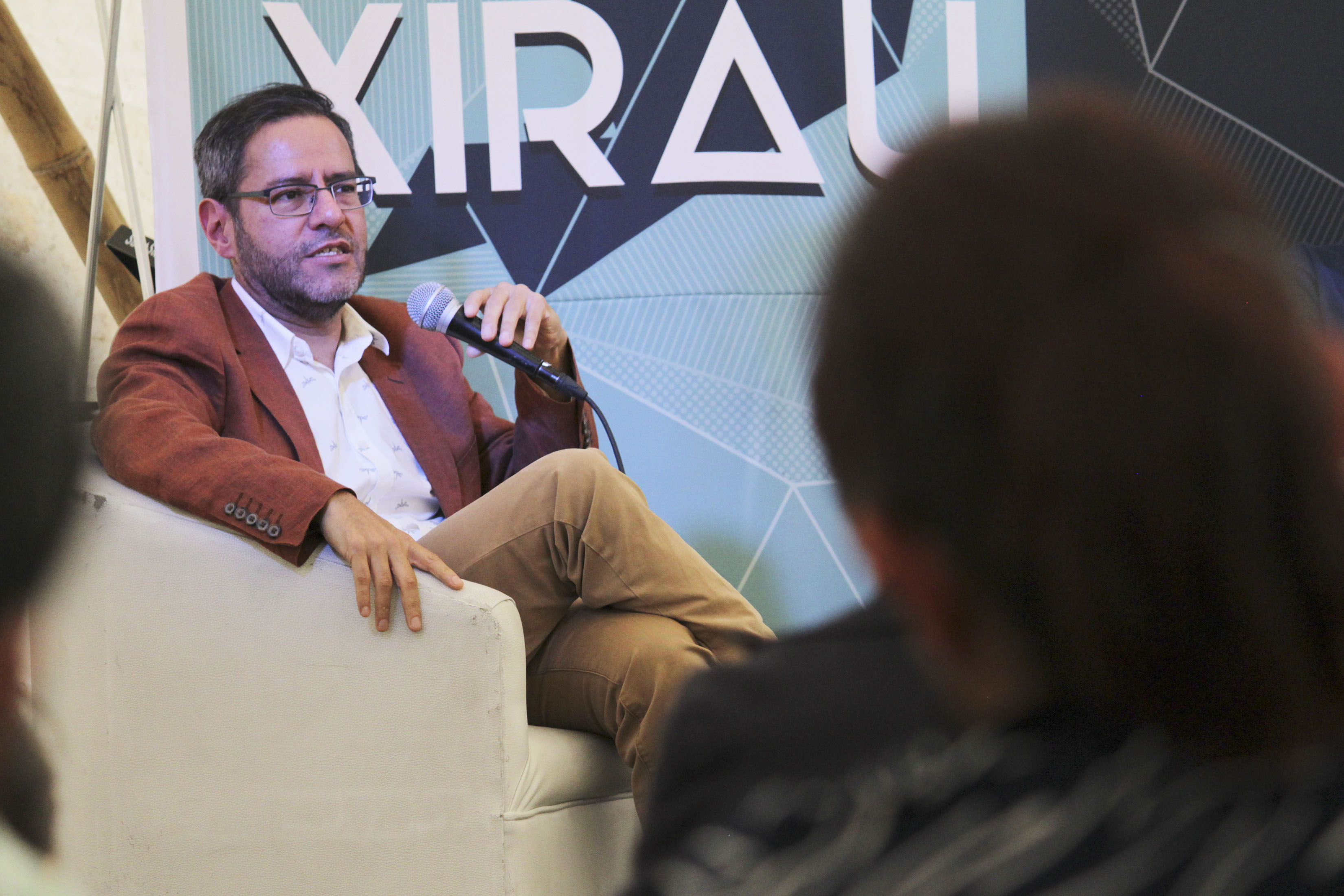
Federico Navarrete Linares (2017)

## Leben
Federico Navarrete wurde in Geschichte an der Escuela Nacional de Altos Estudios der Nationalen Autonomen Universität von Mexiko (UNAM) promoviert und machte einen Master in Sozialanthropologie an der London University. Er arbeitet am Instituto de Investigaciones Históricas der UNAM und wurde Mitglied des Sistema Nacional de Investigadores. Navarrete forscht zur Geschichte der spanischen Eroberung Mittelamerikas.

## Schriften (Auswahl)
- Historia de la venida de los mexicanos y otros pueblos e historia de la conquista, 1991 (Cristóbal García del Castillo)
- La vida cotidiana en tiempos de los mayas, 1996
- La migración de los mexicas, 1998
- Huesos de Lagartija, Roman, 1998
- La conquista de México, 2000
- Las relaciones interétnicas en México, 2004
- Los pueblos indígenas del México contemporáneo, 2008
- Los orígenes de los pueblos indígenas del valle de México. Los altépetl y sus historias, 2011
- Hacia otra historia de América, 2015
- México Racista: una denuncia, 2016
- Alfabeto del racismo mexicano, 2017